# 中国国鉄HXD1D型電気機関車
中国国鉄HXD1D型電気機関車（ちゅうごくこくてつHXD1Dがたでんききかんしゃ）は、中国鉄路総公司が導入した電気機関車。海外の鉄道車両メーカーの技術を取り入れた電気機関車の1つで、和諧1D型（わかい1Dがた）とも呼ばれる。

## 概要・運用
それまで貨物用および貨客両用形式にのみ導入されていたVVVFインバータ制御を、旅客用電気機関車として中国で初めて採用した形式。株洲電力機車が開発した高出力の絶縁ゲートバイポーラトランジスタ（IGBT）方式の電動機を有し、最大定格出力は7,200kwである。またそれとは別に客車への電力供給用の独立電源も備えており、連結する客車列車は電源車が不要である。
試作車の0001号機は2012年に完成し、同年の6月1日から6月7日から試験運転を実施し良好な結果を得た。その実績を基に量産が行われ、2013年9月12日に最初の5両が上海機務段に配備されている。なお試作車は量産車と一部塗装が異なり、前面窓部分が黒色で塗られている。

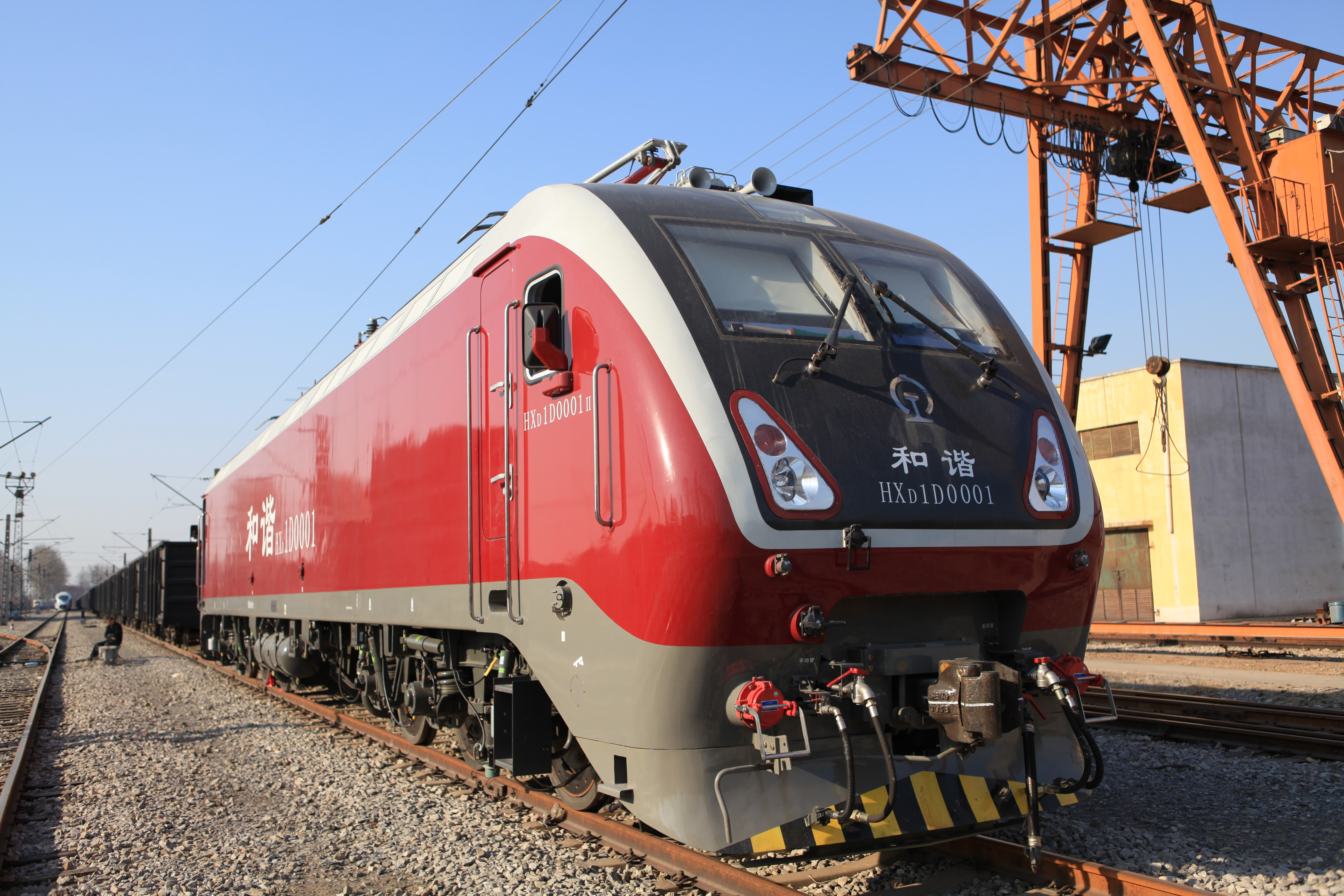
試作車（HXD1D-0001） 量産車と塗装が異なる （2012年撮影）
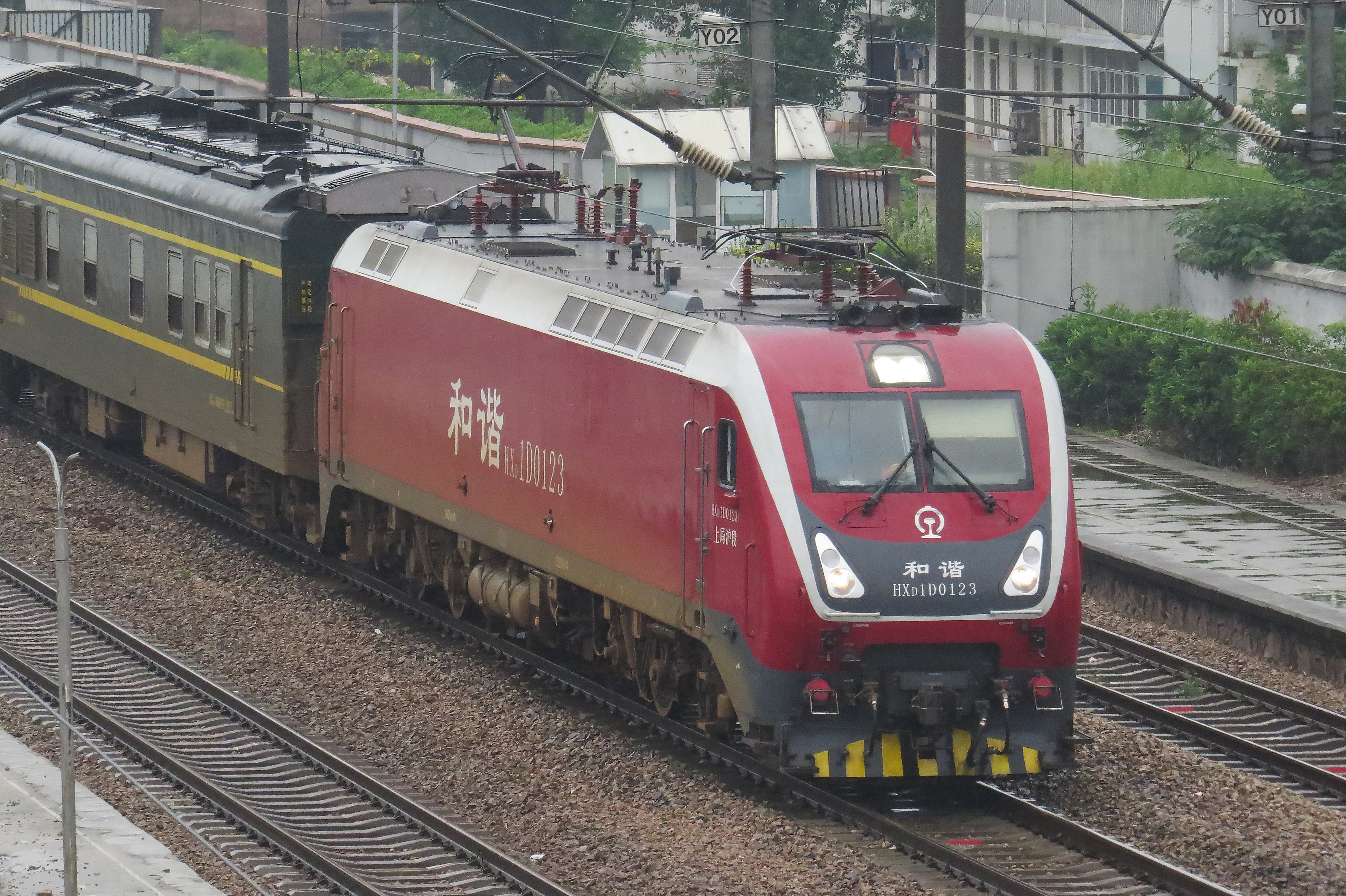
量産車（HXD1D-0123） （2015年撮影）
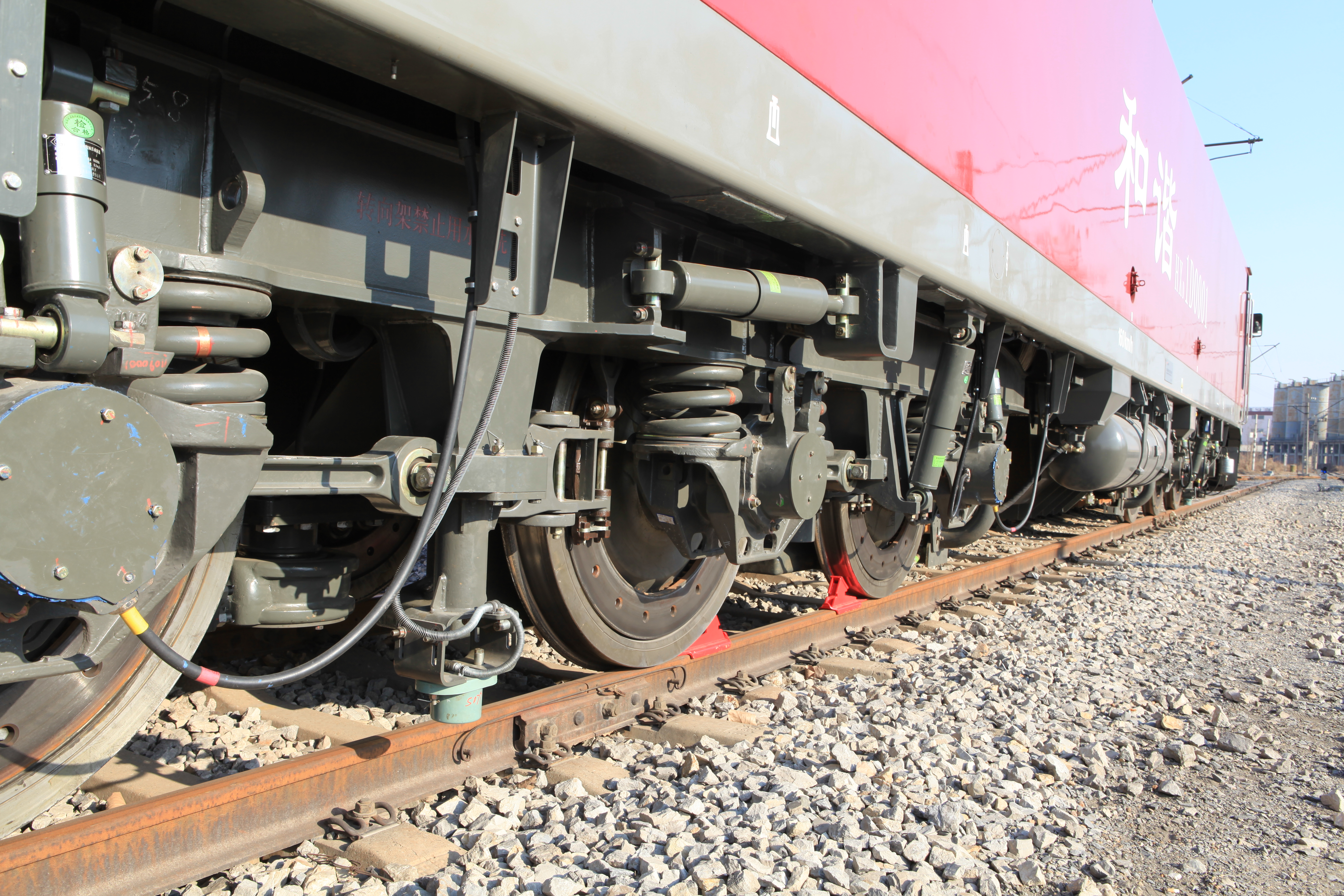
台車（2012年撮影）

### 周恩来号
2015年5月5日から営業運転を開始したHXD1D-1898号機は「周恩来号」と名付けられており、前面に周恩来の胸像を模したレリーフが飾られ、塗装も他の量産車とは若干異なる。中国国鉄の「周恩来号」としては4代目にあたり、初の電気機関車である。

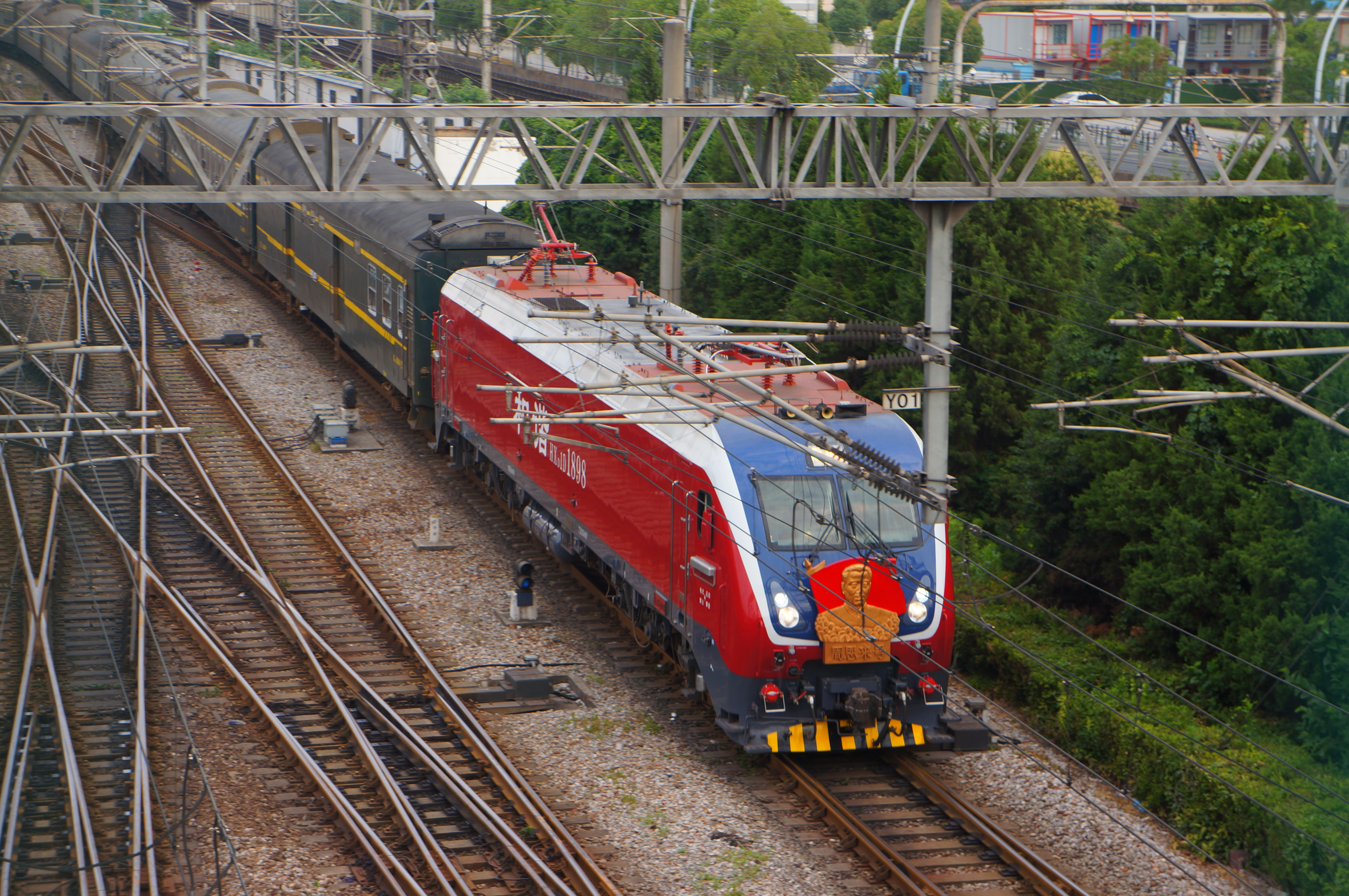
周恩来号（HXD1D-1898） （2018年撮影）